# Никитин, Матвей Тимофеевич
Матвей Тимофеевич Никитин (22 августа 1911 г., д. Стомятское, Рославльский уезд, Смоленская губерния, ныне в составе Шмаковского сельского поселения Починковского района Смоленской области – 12 сентября 1981 г., Москва) – советский военачальник, генерал-полковник танковых войск (1965). Участник Великой Отечественной войны.

## Молодые годы
Окончил школу-семилетку, затем приехал в Москву и окончил школу фабрично-заводского ученичества по специальности слесаря-водопроводчика. Направлен по комсомольской путёвке на строительство Нижнетагильского металлургического комбината.
В Красную Армию был призван 1 ноября 1933 года Бежецким районным военкоматом Калининской области. Служил красноармейцем в 1-й механизированной бригаде имени Калиновского в Наро-Фоминске (Московский военный округ). В октябре 1934 года направлен на учёбу. Окончил Орловскую бронетанковую школу имени М. В. Фрунзе в 1936 году.
С декабря 1936 года служил в 5-й отдельной тяжёлой танковой бригаде Харьковского военного округа (бригада дислоцировалась в Харькове): командир танка, с июня 1937 года — врид командира танковой роты. С марта 1940 года — помощник начальника штаба танкового батальона 14-й отдельной тяжёлой танковой бригады в Киевском Особом военном округе (Житомир). С августа 1940 года — помощник начальника оперативного отделения штаба 15-й танковой дивизии (штаб – Станислав, ныне Ивано-Франковск), а с мая 1941 года — начальник оперативной части штаба 30-го танкового полка в этой дивизии.

## Великая Отечественная война
Участник Великой Отечественной войны с 22 июня 1941 года. Воевал в той же должности на Юго-Западном фронте. С сентября 1941 — помощник начальника штаба по оперативной работе 4-й танковой бригады (с 11 ноября 1941 г. — 1-й гвардейской танковой бригады). Под командованием М. Е. Катукова участвовал в знаменитых оборонительных боях октября 1941 года  на орловско-мценском направлении против 2-й танковой группы Гудериана, затем – в Московской битве на Можайском направлении. Обратил на себя внимание Катукова отличным знанием штабной службы, и в дальнейшем Катуков переводил его с собой в те части, которыми  командовал. С апреля 1942 года начальник оперативного отдела штаба 1-го танкового корпуса, а с июля 1942 года исполнял должность начальника штаба 1-го танкового корпуса. Корпус в это время вёл тяжелые оборонительные бои на Брянском фронте. С сентября 1942 года — начальник штаба 3-го механизированного корпуса на Калининском фронте, участвовал в операции «Марс».
С апреля 1943 года и до конца войны — начальник оперативного отдела штаба 1-й танковой армии (с апреля 1944 — 1-я гвардейская танковая армия). Прошёл вместе с армией весь её боевой путь, принимая активное участие в Курской битве, Битве за Днепр, в Житомирско-Бердичевской, Проскуровско-Черновицкой, Львовско-Сандомирской, Висло-Одерской и Берлинской наступательных операциях.

## Послевоенная служба
С июня 1945 года — начальник оперативного отдела — заместитель начальника штаба 1-й гвардейской механизированной армии (ГСОВГ). В сентябре того же года убыл на учёбу.
В 1948 году окончил Высшую военную академию имени К. Е. Ворошилова. С сентября 1950 года — начальник штаба 6-й гвардейской механизированной армии Забайкальского военного округа. С марта 1957 года — первый заместитель начальника штаба Одесского военного округа. С апреля 1958 года — начальник  штаба - первый заместитель командующего войсками Южной группы войск на территории Венгрии, с мая 1960 года — первый заместитель командующего войсками Южной группы войск, с октября 1960 года был командующим войсками Южной группы войск, а с августа 1961 года – опять первым заместителем командующего там же. С сентября 1962 — начальник штаба — заместитель (позднее первый заместитель) командующего войсками Одесского военного округа. С декабря 1963 года — первый заместитель начальника Главного оперативного управления Генерального штаба Вооружённых Сил СССР. С ноября 1967 года — начальник Главного штаба Сухопутных войск – первый заместитель главнокомандующего Сухопутными войсками. С апреля 1974 года был старшим представителем Главнокомандующего Объединёнными Вооружёнными силами государств – участников Варшавского Договора при Министерстве национальной обороны Чехословацкой Социалистической республики. С июня 1974 года — военный консультант группы генеральных инспекторов Министерства обороны СССР.
Жил в Москве. Являлся членом ВКП(б)/КПСС с 1939 года. Был председателем Совета ветеранов 1-й гвардейской танковой армии. Похоронен на Новодевичьем кладбище.
Почётный гражданин города Богодухов Харьковской области Украины.

## Воинские звания
- лейтенант (05.12.1936),
- старший лейтенант (04.11.1938),
- капитан (04.10.1941),
- майор (07.02.1942),
- подполковник (07.08.1942),
- полковник (11.07.1943),
- генерал-майор танковых войск (3.08.1953)[1],
- генерал-лейтенант танковых войск (25.05.1959)[2],
- генерал-полковник танковых войск (16.06.1965)[3].

## Награды
- пять орденов Красного Знамени (1941, 03.01.1944, 11.05.1945, 1953, 31.10.1967)
- орден Суворова II степени (31.05.1945)
- орден Кутузова II степени (23.09.1944)
- орден Отечественной войны I степени (15.09.1943)
- два ордена Трудового Красного Знамени (…, 1981)
- орден Красной Звезды (20.06.1949)
- орден «За службу Родине в Вооружённых Силах СССР» III степени (1975)
- медаль «За боевые заслуги» (03.11.1944)
- медаль «За оборону Москвы» (1944)
- медаль «За взятие Берлина» (1945)
- медаль «За освобождение Варшавы» (1945)
- другие медали
- орден «Виртути Милитари» (Польша)
- Орден Белого льва I степени (14.06.1976, Чехословакия)[4]
- орден Белого Льва «За победу» (Чехословакия)
- Орден Боевого Красного Знамени I степени (Монголия, 6.07.1971)
- Медаль «За Варшаву 1939—1945» (Польша)
- Медаль «За укрепление дружбы по оружию» I степени (ЧССР)
- Медаль «50 лет Коммунистической Партии Чехословакии» (ЧССР, 1971)
- Медаль «30 лет Халхин-Гольской Победы» (Монголия, 1969);
- Медаль «50 лет Монгольской Народной Армии» (Монголия, 1971);
- Медаль «50 лет Монгольской Народной Революции» (Монголия, 1971);
- Медаль «Дружба» (Монголия)